# Megachile mimetica
Megachile mimetica är en biart som beskrevs av Cockerell 1933. Megachile mimetica ingår i släktet tapetserarbin, och familjen buksamlarbin. Inga underarter finns listade i Catalogue of Life.